# Joseph Schwarz (Geograph)

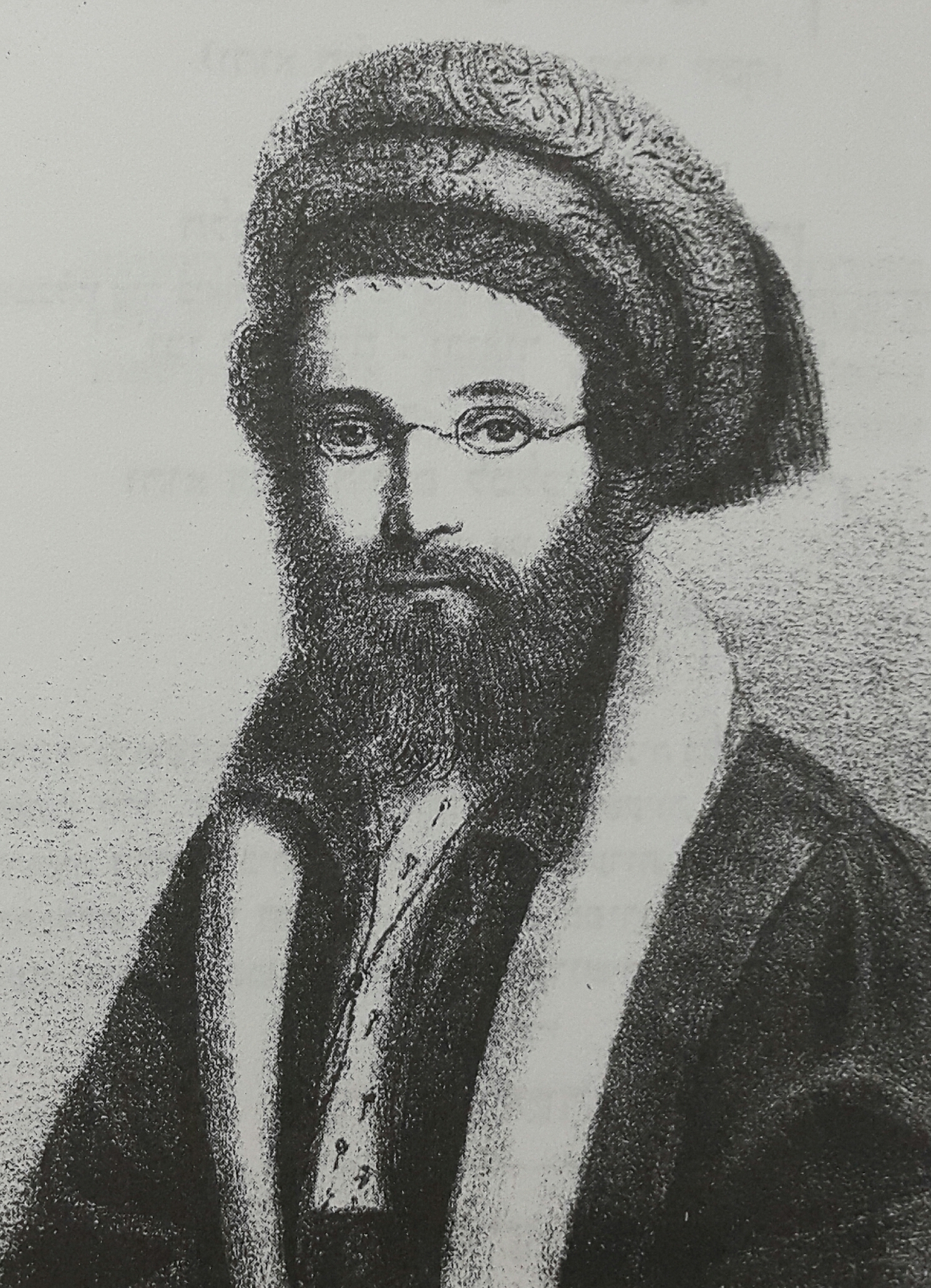
Joseph Schwarz

Joseph Schwarz (hebräisch יהוסף שוורץ; geboren am 22. Oktober 1804 in Floß; gestorben am 5. Februar 1865 in Jerusalem) war ein jüdischer Geograph, Palästinaforscher und Rabbiner.

## Ausbildung
Joseph Schwarz wurde im jüdischen Ghetto in Floß, dem Judenberg, geboren. Er war der mittlere der drei Söhne von Mendel Schwarz, einem Hauptförderer der Elementarschule in Floß. Die Familie Schwarz stammte von einem der Gründer der jüdischen Gemeinde Floß ab, nämlich von Eisik Feifas aus Neustadt an der Waldnaab. Josephs Brüder waren Samuel Schwarz und Hajum Schwarz. Hajum Schwarz war Vater von Israel Schwarz, der später das Hauptwerk seines Onkels Joseph Schwarz herausgab.
Schon in seiner Kindheit entwickelte Joseph Schwarz eine Zuneigung zum Rabbinerberuf. Er studierte zunächst in Schwabach den Talmud beim dortigen Rabbiner Abraham Wechsler, der 1820 bis 1850 Distriktsrabbiner im 1813 gegründeten Distriktsrabbinat Schwabach war. 1823 arbeitete er als Rechnungsführer beim Gutsbesitzer und Rabbiner Mendel Rosenbaum in Unterzell bei Würzburg.
Dann setzte er seine Studien für fünf Jahre an der Universität und an der Jeschiwa in Würzburg fort, wo bereits sein älterer Bruder Samuel Schwarz lernte.
Die Jeschiwa in Würzburg, damals unter Leitung von Rabbi Abraham Bing tendierte mehr zum orthodoxen Judentum als zum Anfang des 19. Jahrhunderts aufkommenden Reformjudentum. „Nach Würzburg strömte […] eine grosse Anzahl Schüler, um seinen gelehrten Worten zu lauschen. Zu den bedeutendsten gehörten der nachmalige Altonaer Ober-Rabbiner Jakob Ettlinger, der spätere Londoner chief rabbi Nathan [Marcus] Adler, der Hamburger Chacham Is.[aak] Bernays, R.[abbi] Elieser Bergmann und […] Seligmann Bär Bamberger.“ In Würzburg studierte Schwarz auch die Geographie Palästinas.
Er verfasste zu dieser Zeit eine Karte von Palästina, die in drei Auflagen verlegt wurde: Würzburg 1829, Wien 1831, Triest 1832.

## Reise nach Palästina
Seit seiner frühesten Jugend hatte Schwarz den Wunsch, Geschichte, Geographie, Geologie, Pflanzen- und Tierwelt des Heiligen Landes selbst vor Ort zu erforschen und eine Entsprechung zwischen in Bibel, Talmud und Midrasch genannten Namen, Orten und Begriffen mit den im 19. Jahrhundert vorhandenen Gegebenheiten zu erarbeiten.
Zu dieser Zeit gab es zu diesem Thema nur eine wesentliche jüdische Arbeit, nämlich kaftor wa-ferach („Knauf und Blume“) von Estori ha-Parchi (1282–1357), der sieben Jahre lang Palästina bereist hatte.
Es gab zwar einige christliche Arbeiten über Palästina, die jedoch mehr an spezifisch christlichen Gesichtspunkten interessiert waren.
1831 brach Joseph Schwarz nach Palästina auf.
Er reiste zunächst nach Wien und von dort nach Ungarn.
In Ungarn musste Schwarz ein ganzes Jahr warten, weil die Cholera ausgebrochen war und die Quarantäne-Bestimmungen (Contumaz Cordon) ihn an der Weiterreise hinderten.
Von Ungarn reiste er weiter nach Fiume am Mittelmeer. Dort saß er ein weiteres halbes Jahr fest, da der Orient wegen Kriegsgefahr nicht bereist werden konnte.
Schließlich gelangte er mit dem Schiff über Smyrna und Rhodos nach Jaffa, wo er am 2. April 1833 eintraf.
Am 19. April 1833 erreichte er Jerusalem. In Jerusalem wurde Joseph Schwarz von der berühmten Rabbiner-Familie Luria aufgenommen. Er heiratete eine der Töchter des Hauses Luria.
Schwarz gehörte 1837 zu den Mitbegründern und dann den Verwaltern der von Lazarus Bergmann, der 1834 Alijah gemacht hatte, initiierten Wohlfahrtseinrichtung names Kolel Holland und Deutschland (Ho"D).

## Geographische Studien in Palästina
Joseph Schwarz war Mitglied der Sekte der frommen Watikin. Seine erste Arbeit in Jerusalem war es, vom Ölberg aus die genauen Zeiten von Sonnenaufgang und Sonnenuntergang für jeden Tag des Jahres zu beobachten. Die Zeit des Sonnenaufgangs und -untergangs bestimmt nämlich die Zeit für das Gebet Schma Jisrael der Watikin.
Diese Arbeit erschien 1843 in Jerusalem unter dem Titel Tvu'ot HaSchemesch (תבואות השמש Die Zyklen der Sonne)
In der Folge bereiste Schwarz 15 Jahre lang auf eigene Kosten Palästina und erforschte dessen Geographie.
Die gründliche Kenntnis der Landessprachen half ihm bei dieser mühevollen und oft gefährlichen Unternehmung.
Die Ergebnisse dieser Reisen veröffentlichte er in seinem Buch Tvu'ot Ha'aretz (תבואות הארץ), welches 1845 in Jerusalem auf Hebräisch erschien.
1849 fuhr Schwarz in die USA und kümmerte sich dort um die Übersetzung und Herausgabe dieses Buches. Zudem sammelte er auch als Meschullach für den Kolel Ho"D Spenden. Das Buch wurde von Isaac Leeser ins Englische übersetzt und erschien 1850 unter dem Titel A descriptive geography and brief historical sketch of Palestine, by Rabbi Joseph Schwarz, for sixteen years a resident in the holy land. Die Kosten der Veröffentlichung trug der Verleger A. Hart.
Von den USA aus reiste Schwarz über London nach Deutschland, wo er die Übersetzung ins Deutsche und die Herausgabe seines Buches betreute.
1852 erschien sein Buch mit dem Titel Das heilige Land: Nach seiner ehemaligen und jetzigen geographischen Beschaffenheit beim Verlag der hebräischen antiquarischen Buchhandlung von I. Kaufmann, Frankfurt am Main.
Es enthält geographische Untersuchungen, die den in Bibel, Talmud und Midrasch vorkommenden Namen von Ortschaften, Bergen, Ländern, Flüssen usw. nicht nur in Palästina, sondern auch in seiner Umgebung, z. B. im Libanon, die im 19. Jahrhundert gebräuchlichen Namen zuordnen.
Außerdem enthält es auch Erklärungen der Völkernamen, Erläuterungen zu Klima, Tierreich, Pflanzenreich, Mineralreich und Klima, sowie Beschreibungen der liturgischen, religiösen und sozialen Gebräuche der Juden in Jerusalem, verschiedene Sagen und Skizzen zur Geschichte der Juden in Palästina, aber auch Beschreibungen der arabischen Bevölkerung Jerusalems.
Am Ende des Buches findet sich ein ausführliches Register aller vorkommenden Ortsnamen.
Es gibt zwei Ortsregister. Das eine mit Ortsnamen in deutscher Schrift, das andere in hebräischer Schrift.
Das ganze Buch ist systematisch aufgebaut und in nüchterner, ganz modern anmutender Sprache geschrieben.
Alle Ortsnamen und sonstigen behandelten Begriffe sind jeweils in Hebräisch und Deutsch aufgeführt.
Am Ende des Buches befindet sich ein Bild von Jerusalem und eine Karte von Palästina.
Nach 1852 kehrte Schwarz nach Jerusalem zurück. Er setzte dort seine Studien der rabbinischen Schriften und der Kabbala fort. In Jerusalem trat er der kabbalistischen Vereinigung Beth-El bei.
Die Privatsynagoge von Joseph Schwarz stand im muslimischen Viertel nahe des Tempelbergs, am Ende des Kräutermarkts. Er ist in Jerusalem am Ölberg begraben, wo auch seine Tochter begraben ist. Weitere sieben Kinder sollen noch im Kindesalter gestorben sein. Die Korrespondenz mit seinem Bruder Samuel Schwarz, zu der Zeit Rabbiner in Hürben, ist erhalten, fand auf Deutsch, aber in hebräischer Schrift statt und befindet sich in Potsdam.

## Schriften
- "Tebu'ot ha-Areẓ" 1845, Geographie, Geologie und Geschichte von Palästina
- "A Descriptive and Historical Sketch of Palestine" Philadelphia, 1850, die Übersetzung ins Englische von "Tebu'ot ha-Areẓ"
- "Das heilige Land: Nach seiner ehemaligen und jetzigen geographischen Beschaffenheit" die Übersetzung ins Deutsche von "Tebu'ot ha-Areẓ", Verlag der hebräischen antiquarischen Buchhandlung von I. Kaufmann, Frankfurt am Main, 1852, download möglich von der Seite http://sammlungen.ub.uni-frankfurt.de/freimann/content/titleinfo/1009765
- "Luaḥ" ein Kalender für das Jahr 5604 (Jerusalem, 1843)
- "Tebu'ot ha-Shemesh" in vier Teilen, 1843, die Berechnung von Sonnenaufgang und Sonnenuntergang im Heiligen Land
- "Peri Tebu'ah" 1861, biblische und talmudische Bemerkungen über Palästina
- "Pardes" 1861, die vier Methoden des Kommentierens
- "Teshubot" Responsen
- "Shoshannat ha-'Emeḳ" 1862, Zusätze und Korrekturen zu den vorangegangenen Werken
- "Luaḥ" 1862, Tafeln über Sonnenaufgang und Sonnenuntergang in Jerusalem, herausgegeben von Azriel Aaron, dem Schwiegersohn von Joseph Schwarz[4]